# Municipio de Springfield (condado de Greene)
El municipio de Springfield (en inglés: Springfield Township) es un municipio ubicado en el condado de Greene en el estado estadounidense de Misuri. En el año 2010 tenía una población de 159496 habitantes y una densidad poblacional de 748,5 personas por km².

## Geografía
El municipio de Springfield se encuentra ubicado en las coordenadas 37°11′39″N 93°17′29″O / 37.19417, -93.29139. Según la Oficina del Censo de los Estados Unidos, el municipio tiene una superficie total de 213.09 km², de la cual 211.56 km² corresponden a tierra firme y (0.72%) 1.53 km² es agua.

## Demografía
Según el censo de 2010, había 159496 personas residiendo en el municipio de Springfield. La densidad de población era de 748,5 hab./km². De los 159496 habitantes, el municipio de Springfield estaba compuesto por el 88.73% blancos, el 4.09% eran afroamericanos, el 0.77% eran amerindios, el 1.89% eran asiáticos, el 0.17% eran isleños del Pacífico, el 1.18% eran de otras razas y el 3.16% pertenecían a dos o más razas. Del total de la población el 3.67% eran hispanos o latinos de cualquier raza.